# Dekeidoryxis maesae
Dekeidoryxis maesae är en fjärilsart som beskrevs av Tosio Kumata 1989. Dekeidoryxis maesae ingår i släktet Dekeidoryxis och familjen styltmalar.
Artens utbredningsområde är Nepal. Inga underarter finns listade i Catalogue of Life.